# Philiris intensa
Philiris intensa is een vlinder uit de familie van de Lycaenidae. De wetenschappelijke naam van de soort is voor het eerst geldig gepubliceerd in 1876 door Butler.